# Moco

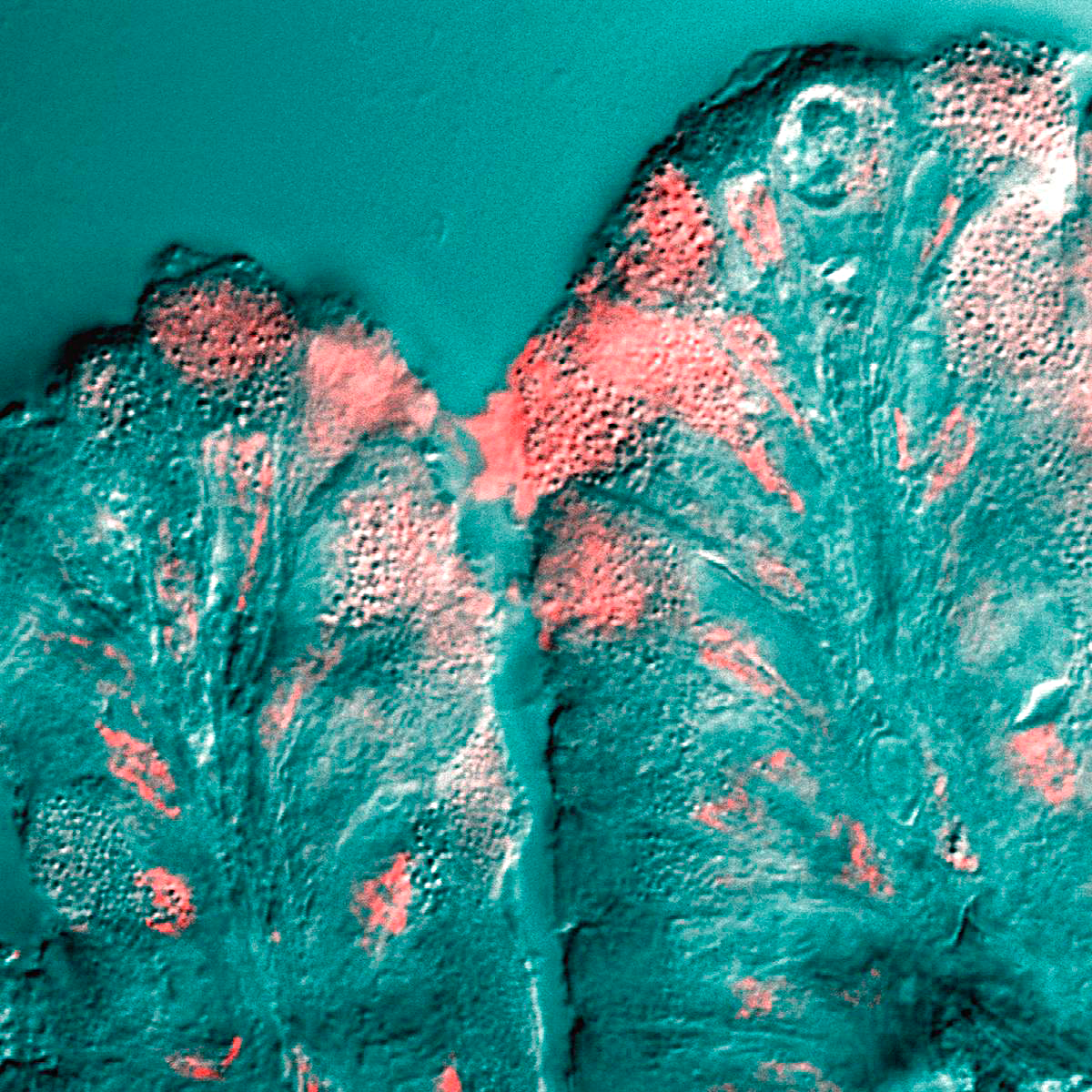
Mocos al microscopio.

El moco (del latín mucus) es una sustancia compleja, viscosa y adherente de origen biológico, producida por las células caliciformes del epitelio cilíndrico que cubre la superficie de los órganos expuestos al ambiente externo como método de protección. Se produce en el tracto respiratorio, digestivo, reproductor, ocular, nasal, ótico y laríngeo.
Protege contra la hidratación (pulmón), daño bioquímico (mucosidad del estómago), ataque bacteriológico (mucosidad respiratoria) o simplemente como lubricante (esófago, colon). El moco (o mucosidad) es producido por un tipo especializado de células, las células caliciformes, en el retículo endoplasmático y en el aparato de Golgi. Segregado por las membranas mucosas, está compuesto por una mezcla de glicoproteínas y de proteoglicanos, tiene altas concentraciones de anticuerpos y varias funciones protectoras en el organismo.
El moco una vez producido, es secretado a la luz del túbulo en cuestión por exocitosis y diluido con agua con el fin de revestir el epitelio expuesto a acciones nocivas presentes en los tubos digestivos o respiratorios. Una de sus funciones más importantes consiste en mantener húmedo el epitelio (en particular el de las vías aéreas) y evitar su desecación.
Entre los varios tipos de secreción vaginal, está el moco cervical. La clase de moco que produce el cérvix o cuello uterino proporciona un conocimiento de la fertilidad: se vuelve más aguado, ligero y translúcido durante la fase de la ovulación.
Entre los trastornos conductuales existe la llamada mucofagia, que es la ingestión del propio moco (sobre todo el moco nasal). El Manual diagnóstico y estadístico de los trastornos mentales (DSM-IV) no lo incluye explícitamente entre los trastornos de la alimentación (pica), ni tampoco como uno de los tipos de trastorno obsesivo-compulsivo (TOC).

## Composición
El moco se compone principalmente de agua (95%). Contiene sales, lípidos (ácidos grasos, fosfolípidos y colesterol) y proteínas (lisozimas, inmunoglobulinas, defensinas, factores de crecimiento y factores trefoil). Su viscosidad se debe a la proteína mucina.

## Otros tipos de moco
- Diversos vegetales y algas producen mucílagos externos e internos. Este tipo de moco consiste principalmente de polisacáridos y contiene poca proteína.
- En el mundo animal, los caracoles, las babosas y otras especies (algunos peces e invertebrados, como corales),[4] producen moco con funciones de protección externa y, a veces, con el fin de facilitar su movimiento o comunicación (por ejemplo, los restos de moco dejados por las babosas).